# Osterdorf (Pappenheim)

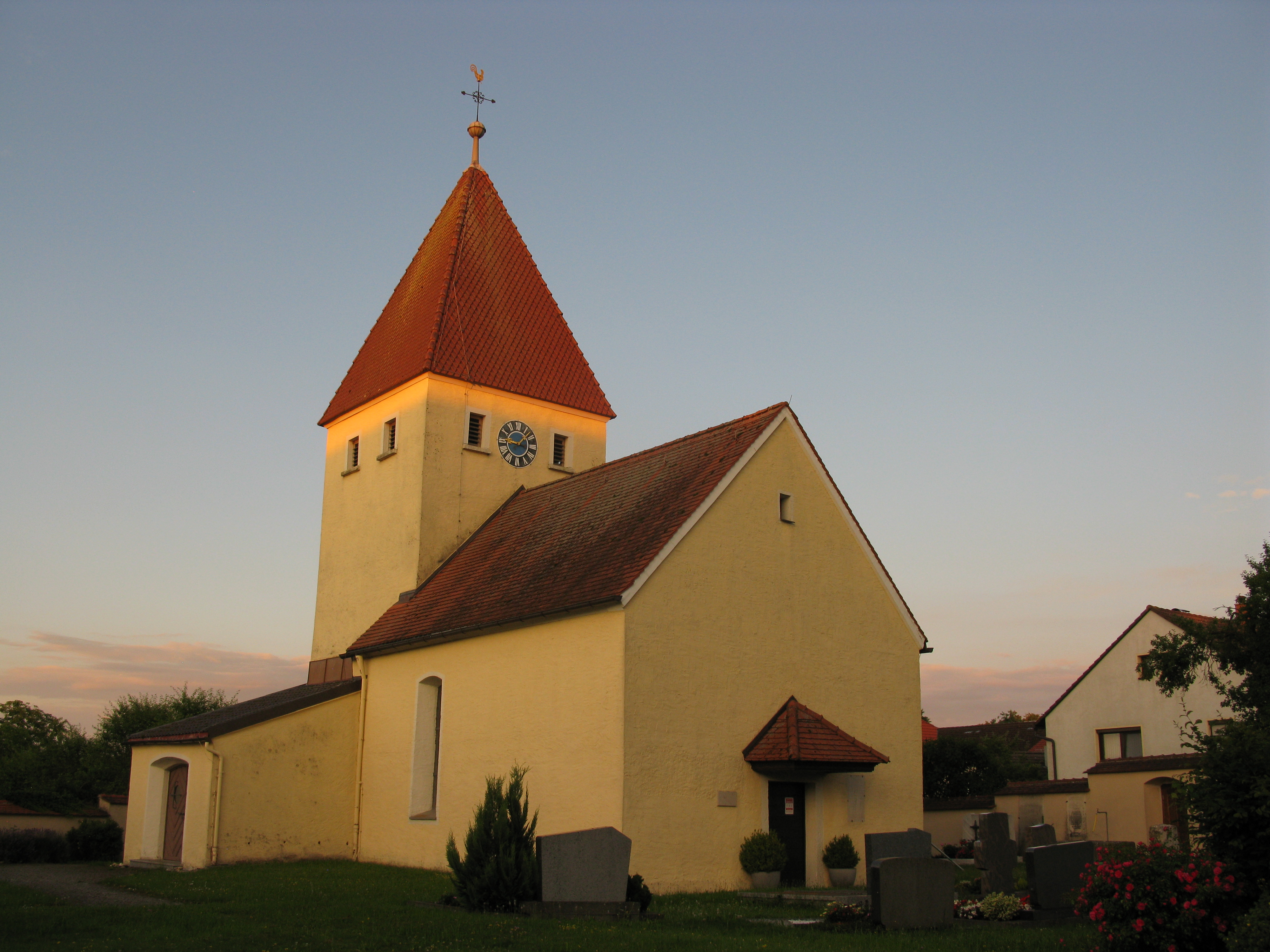
Kirche St. Erhard

Osterdorf ist ein Gemeindeteil der Stadt Pappenheim im Landkreis Weißenburg-Gunzenhausen (Mittelfranken, Bayern). Die Gemarkung Osterdorf hat eine Fläche von 4,614 km². Sie ist in 345 Flurstücke aufgeteilt, die eine durchschnittliche Flurstücksfläche von 13374,00 m² haben.

## Lage
Das Straßenangerdorf liegt auf der Jurahochfläche, etwa 2,5 Kilometer nordwestlich von Pappenheim. Eine durch den Ort verlaufende Gemeindestraße führt zur südwestlich gelegenen Kreisstraße WUG 11. Nordwestlich befindet sich das Dolinenfeld Osterdorfer Löcher.

## Geschichte
Der Ort wurde vermutlich Mitte des 13. Jahrhunderts an einer römischen Hochstraße zusammen mit den drei anderen sogenannten Grafendörfern von Marschall Heinrich V. von Pappenheim als Rodungsdorf angelegt. Ursprünglich verfügte es über 25 Urlehen. Er ist in seiner Struktur noch weitgehend erhalten.
Mit dem Gemeindeedikt Anfang des 19. Jahrhunderts wurde Osterdorf eine Ruralgemeinde. Sie wurde am 1. Mai 1978 im Zuge der Gemeindegebietsreform in die Stadt Pappenheim eingegliedert.

## Baudenkmäler
Im Dorfanger stehen die Kirche mit ummauertem Friedhof, die ehemalige Schule, das ehemalige Ochsenhirtenhaus und kleine Gemeindebauten sowie die Dorflinden. 